# The Baltimore Sun
The Baltimore Sun ist eine Tageszeitung, die in Baltimore, Maryland, Vereinigte Staaten, erscheint. Sie gilt als liberal, zugeschnitten auf die Ostküsten-Klientel im Speckgürtel von Washington, D.C.
Die Baltimore Sun hat eine Auflage von rund 133.000 Stück wochentäglich und rund 253.000 Stück der Sonntagsausgabe (Stand 2018). Sie wurde am 17. Mai 1837 von dem Verleger Arunah Shepherdson Abell gegründet. Bis 1910 blieb die Zeitung im Besitz der Familie Abell; es folgte die Führung durch die Familie Black. 1986 wurde die Baltimore Sun an die Times Mirror Company verkauft und gelangte 2000 mit dieser zum Medienunternehmen tronc (ehemals Tribune Company). 2024 übernahm die Sinclair Broadcast Group.
Populärkultur
In der fünften Staffel der amerikanischen Fernsehserie The Wire stehen Journalisten der Baltimore Sun im Zentrum einiger Handlungsfäden.

## Auszeichnung
The Baltimore Sun gehört zu den Pulitzer-Preisträgern. Dieser Preis wurde der Zeitung 1947 in der Preiskategorie Dienst an der Öffentlichkeit verliehen.